# Certines
Certines est une commune française, située en Bresse, dans le département de l'Ain en région Auvergne-Rhône-Alpes.
Les habitants de Certines s'appellent les Certinois.

## Géographie
Certines fait partie de la Bresse.

### Climat
Pour des articles plus généraux, voir Climat d'Auvergne-Rhône-Alpes et Climat de l'Ain.
En 2010, le climat de la commune est de type climat océanique dégradé des plaines du Centre et du Nord, selon une étude du CNRS s'appuyant sur une série de données couvrant la période 1971-2000. En 2020, Météo-France publie une typologie des climats de la France métropolitaine dans laquelle la commune est dans une zone de transition entre le climat semi-continental et le climat de montagne et est dans la région climatique Bourgogne, vallée de la Saône, caractérisée par un bon ensoleillement (1 900 h/an), un été chaud (18,5 °C), un air sec au printemps et en été et des vents faibles.
Pour la période 1971-2000, la température annuelle moyenne est de 11,2 °C, avec une amplitude thermique annuelle de 17,6 °C. Le cumul annuel moyen de précipitations est de 1 105 mm, avec 11,1 jours de précipitations en janvier et 8 jours en juillet. Pour la période 1991-2020, la température moyenne annuelle observée sur la station météorologique de Météo-France la plus proche, « Ceyzériat_sapc », sur la commune de Ceyzériat à 7 km à vol d'oiseau, est de 11,7 °C et le cumul annuel moyen de précipitations est de 1 032,6 mm,. Pour l'avenir, les paramètres climatiques de la commune estimés pour 2050 selon différents scénarios d'émission de gaz à effet de serre sont consultables sur un site dédié publié par Météo-France en novembre 2022.

## Urbanisme

### Typologie
Au 1er janvier 2024, Certines est catégorisée bourg rural, selon la nouvelle grille communale de densité à 7 niveaux définie par l'Insee en 2022.
Elle appartient à l'unité urbaine de Montagnat, une agglomération intra-départementale dont elle est une commune de la banlieue,. Par ailleurs la commune fait partie de l'aire d'attraction de Bourg-en-Bresse, dont elle est une commune de la couronne,. Cette aire, qui regroupe 80 communes, est catégorisée dans les aires de 50 000 à moins de 200 000 habitants,.

### Occupation des sols
L'occupation des sols de la commune, telle qu'elle ressort de la base de données européenne d’occupation biophysique des sols Corine Land Cover (CLC), est marquée par l'importance des territoires agricoles (53,1 % en 2018), en diminution par rapport à 1990 (57,2 %). La répartition détaillée en 2018 est la suivante : 
forêts (29,5 %), terres arables (24,5 %), zones agricoles hétérogènes (23,7 %), zones urbanisées (7,2 %), prairies (4,9 %), zones industrielles ou commerciales et réseaux de communication (3,3 %), mines, décharges et chantiers (2,5 %), milieux à végétation arbustive et/ou herbacée (2,3 %), eaux continentales (2 %).
L'évolution de l’occupation des sols de la commune et de ses infrastructures peut être observée sur les différentes représentations cartographiques du territoire : la carte de Cassini (XVIIIe siècle), la carte d'état-major (1820-1866) et les cartes ou photos aériennes de l'IGN pour la période actuelle (1950 à aujourd'hui).

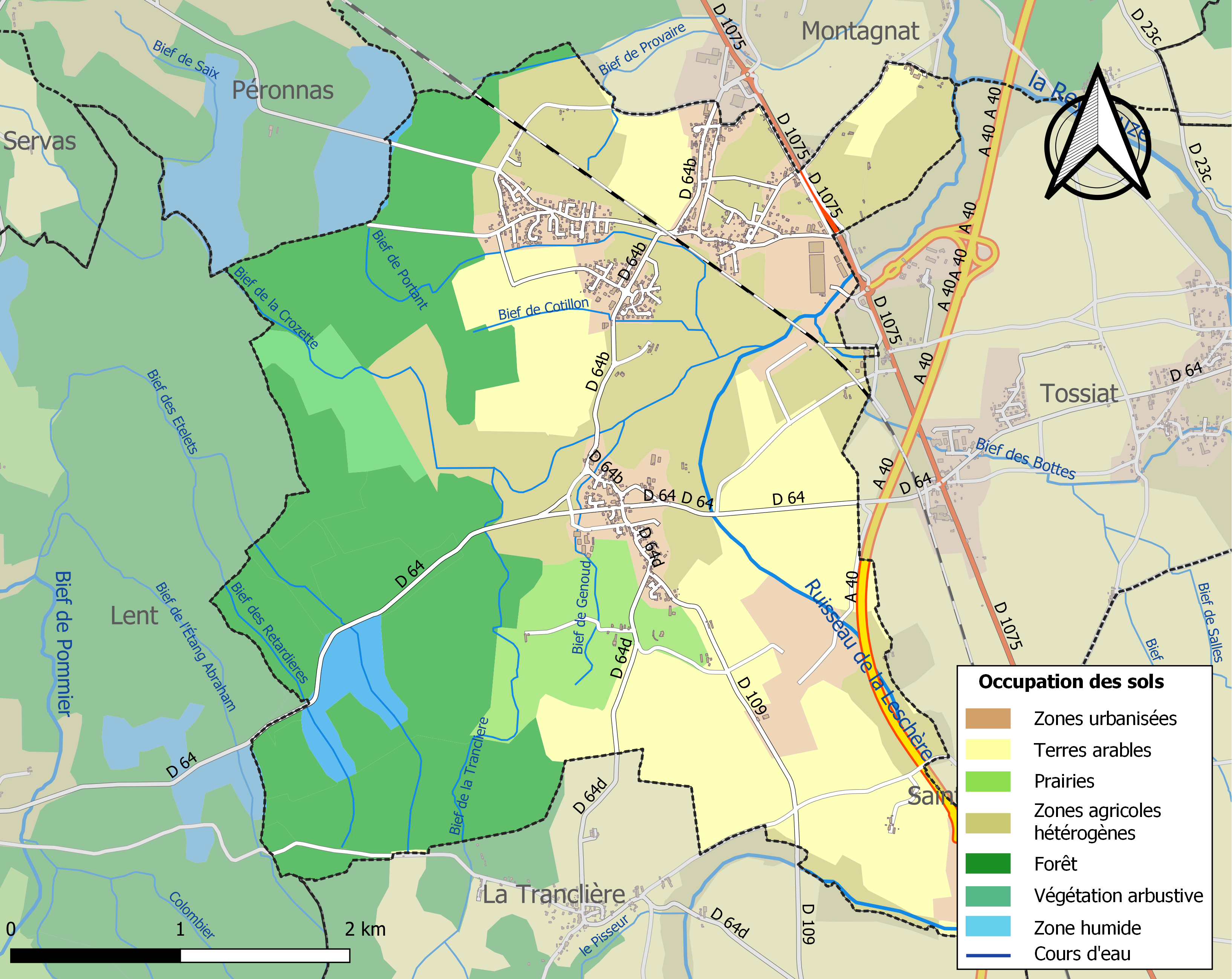
Carte des infrastructures et de l'occupation des sols de la commune en 2018 (CLC).

## Toponyme
Le nom de la localité est attesté sous les formes Essartines vers 1225, Essertines en 1325, Sartines en 1564.
Ce toponyme provient des grands défrichages et déboisements du Moyen Âge. Le nom de Essartines  « terres défrichées », vient de l'ancien français essarter qui signifiait « défricher ».

## Histoire
Ecclesia de Sartines, parrochia de Essartines, Essertines.
Paroisse sous le vocable de saint Christophe. Les religieuses de l'abbaye de Saint-André-le-Haut de Vienne possédaient à Certines un très-ancien prieuré, sous le vocable de saint Maurice (Prieuré de Saint-Maurice de Certines), qui leur fut confirmé, le 4 des nones de mars 1173, par le pape Alexandre III. L'abbesse de Saint-André jouissait du droit de présentation à la cure. Ce droit fut dévolu au chapitre de Bourg après son érection.
En 1299, Girard de la Palud, chevalier, seigneur de Varambon, fit un legs à l'église de Certines.
Les revenus de la cure consistaient « au tiers des dîmes, huit meaux de foin et 50 livres pour supplément de portion congrue payées par les dames de Saint-André de Vienne, qui percevaient le reste des dîmes.
La commune de Certines absorbe, en 1797, la commune voisine des Rippes. Les rapports entre la commune et son hameau furent parfois houleux comme l'indique la revendication de séparation demandée (et refusée par le Sénat) en 1867.

## Politique et administration

### Découpage territorial
La commune de Certines est membre de la communauté d'agglomération du Bassin de Bourg-en-Bresse, un établissement public de coopération intercommunale (EPCI) à fiscalité propre créé le 1er janvier 2017 dont le siège est à Bourg-en-Bresse. Ce dernier est par ailleurs membre d'autres groupements intercommunaux.
Sur le plan administratif, elle est rattachée à l'arrondissement de Bourg-en-Bresse, au département de l'Ain et à la région Auvergne-Rhône-Alpes. Sur le plan électoral, elle dépend du  canton de Ceyzériat pour l'élection des conseillers départementaux, depuis le redécoupage cantonal de 2014 entré en vigueur en 2015, et de la première circonscription de l'Ain  pour les élections législatives, depuis le dernier découpage électoral de 2010.

### Administration municipale
| Période                                  | Période              | Identité      | Étiquette | Qualité            |
| ---------------------------------------- | -------------------- | ------------- | --------- | ------------------ |
| 2001                                     | 2008                 | Serge Fondraz | DVG       |                    |
| 2008                                     | octobre 2023 (décès) | Éric Thomas   | DVG       | Manager logistique |
| janvier 2024                             | En cours             | Denis Tavel   |           |                    |
| Les données manquantes sont à compléter. |                      |               |           |                    |

## Démographie
L'évolution du nombre d'habitants est connue à travers les recensements de la population effectués dans la commune depuis 1793. Pour les communes de moins de 10 000 habitants, une enquête de recensement portant sur toute la population est réalisée tous les cinq ans, les populations de référence des années intermédiaires étant quant à elles estimées par interpolation ou extrapolation. Pour la commune, le premier recensement exhaustif entrant dans le cadre du nouveau dispositif a été réalisé en 2008.
En 2022, la commune comptait 1 518 habitants, en évolution de −0,91 % par rapport à 2016 (Ain : +5,15 %, France hors Mayotte : +2,11 %).
| 1793 | 1800 | 1806 | 1821 | 1831 | 1836 | 1841 | 1846 | 1851 |
| ---- | ---- | ---- | ---- | ---- | ---- | ---- | ---- | ---- |
| 404  | 405  | 370  | 422  | 383  | 328  | 437  | 454  | 469  |

| 1856 | 1861 | 1866 | 1872 | 1876 | 1881 | 1886 | 1891 | 1896 |
| ---- | ---- | ---- | ---- | ---- | ---- | ---- | ---- | ---- |
| 498  | 520  | 531  | 546  | 533  | 530  | 543  | 578  | 561  |

| 1901 | 1906 | 1911 | 1921 | 1926 | 1931 | 1936 | 1946 | 1954 |
| ---- | ---- | ---- | ---- | ---- | ---- | ---- | ---- | ---- |
| 524  | 487  | 462  | 457  | 436  | 448  | 470  | 455  | 431  |

| 1962 | 1968 | 1975 | 1982 | 1990 | 1999  | 2006  | 2008  | 2013  |
| ---- | ---- | ---- | ---- | ---- | ----- | ----- | ----- | ----- |
| 397  | 429  | 491  | 675  | 916  | 1 288 | 1 414 | 1 450 | 1 440 |

| 2018  | 2022  | - | - | - | - | - | - | - |
| ----- | ----- | - | - | - | - | - | - | - |
| 1 502 | 1 518 | - | - | - | - | - | - | - |

## Culture et patrimoine

### Lieux et monuments

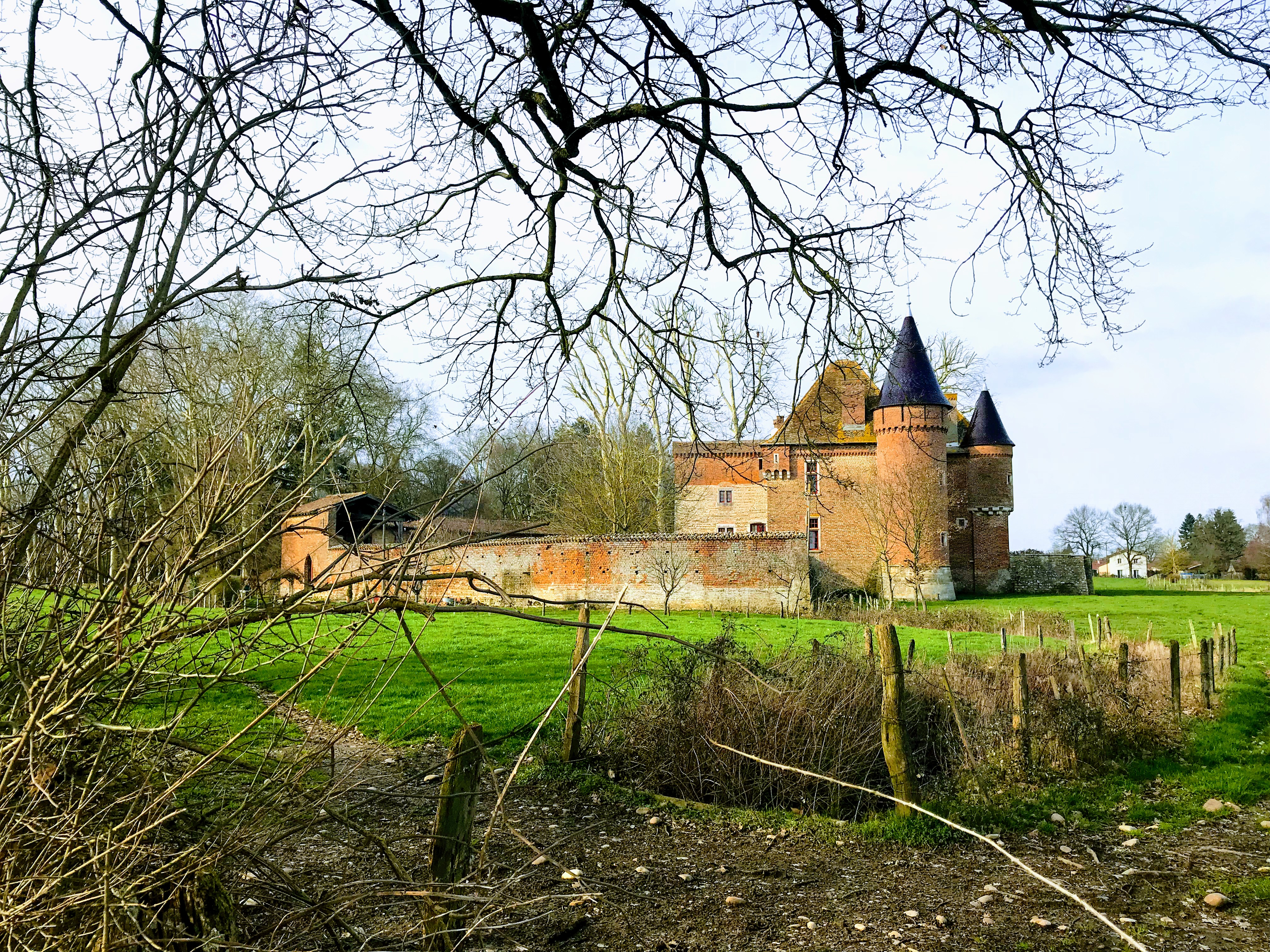
Château de Genoud.
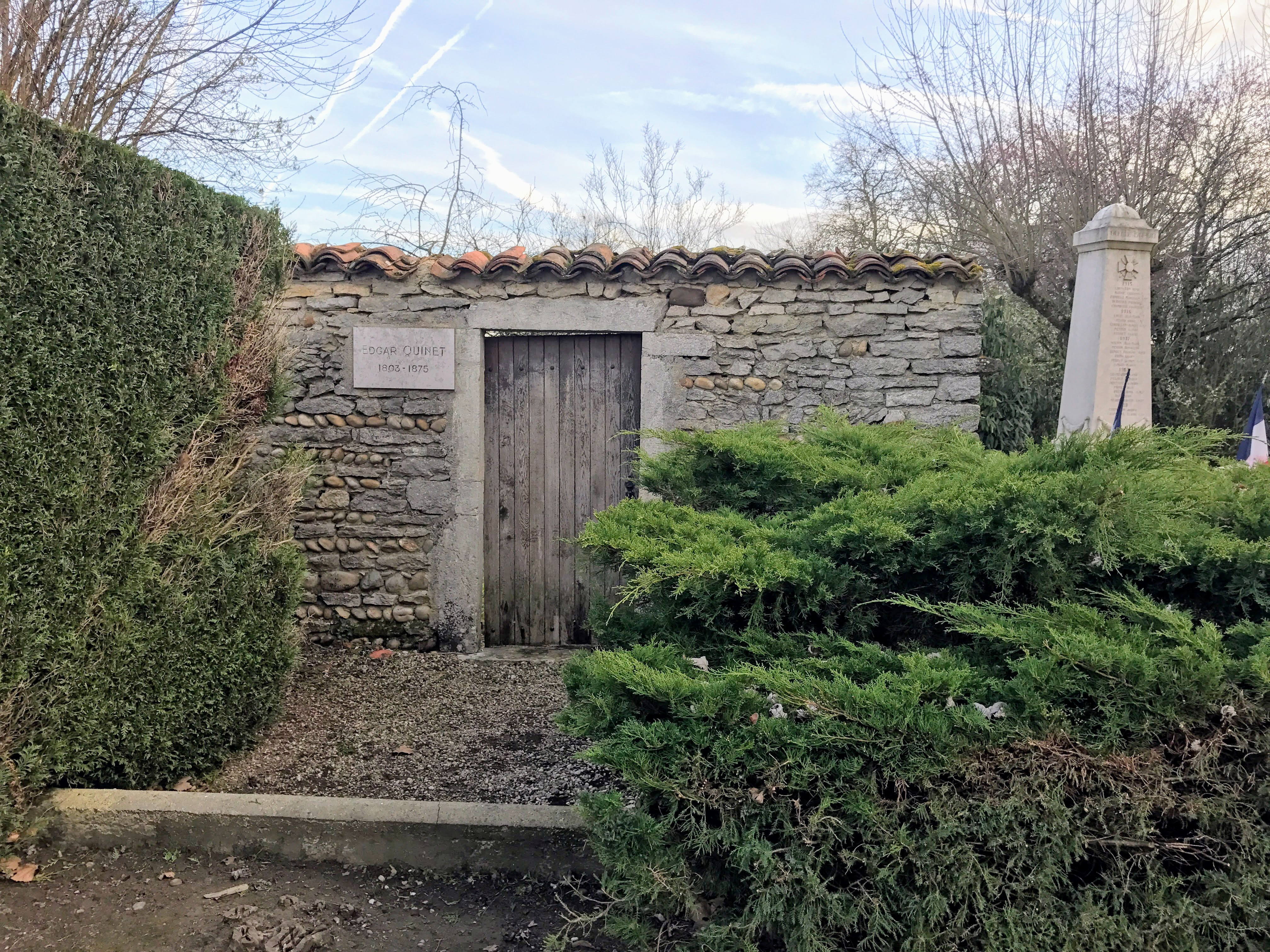
Vestige de la maison d'Edgar Quinet.
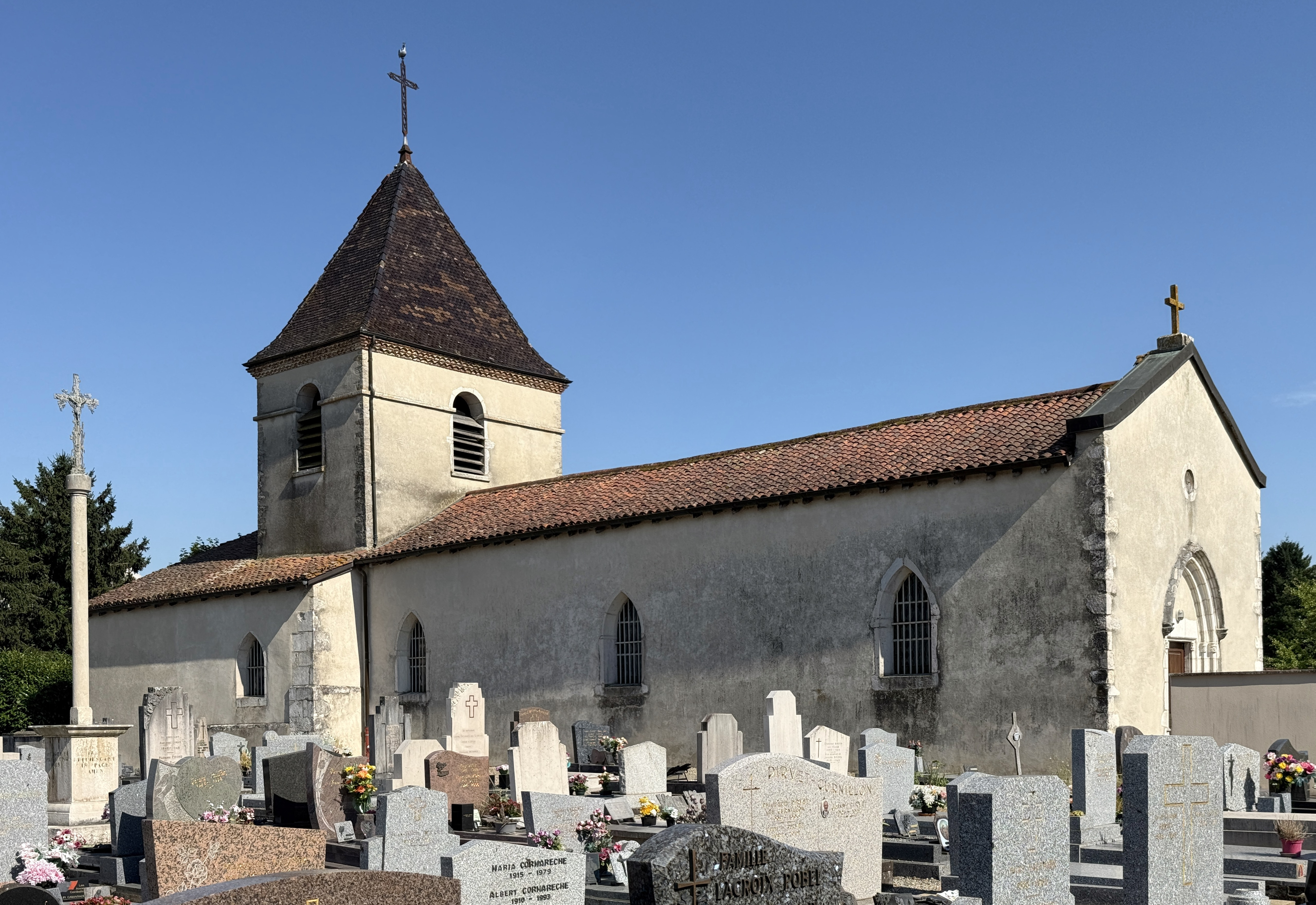
Église Saint-Christophe.
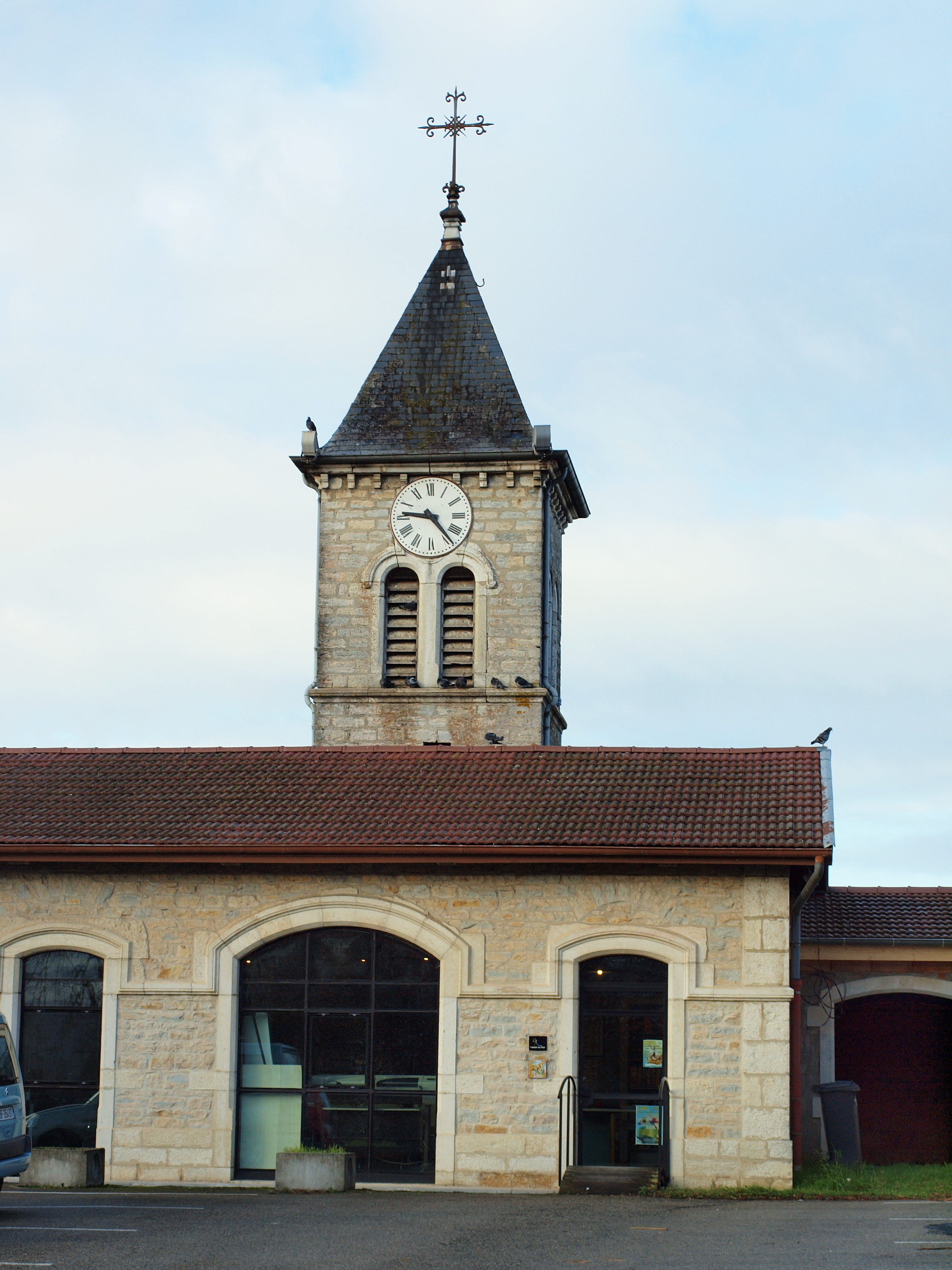
Chapelle des Rippes.

- Château de Genoud édifié au XIVe siècle par Pierre de Genost. Le château a été détruit et reconstruit plusieurs fois. À 0,5 km au sud de Certines, château restauré des nobles de Genost cités depuis le début du XIVe siècle et reconstruit aux XVe et XVIe siècles[23]. Il appartient désormais à Corentine et Henri Chomel de Varagnes.
- Maison d'Edgard Quinet : au bourg, vers l'église. Il en subsiste un pan de mur et une porte symbolisant la maison dans laquelle Edgar Quinet passa une partie de son enfance.
- Ruines du château de Montmort.
- Église Saint-Christophe de Certines.
- Chapelle des Rippes de Certines.

### Personnalités liées à la commune
- Edgar Quinet a passé son enfance à Certines.

### Repères de nivellement
- Il y a à Certines plusieurs repères IGN (pour régler son altimètre ou vérifier un GPS par exemple). En voici quelques-uns (sources IGN) :

1. Voie ferrée, Pk 43,61. À 41 m au sud-est du passage à niveau n° 31 vers les Rippes : poste électrique, mur de façade sud-ouest face voie, à 0,09 m de l'extrémité nord-ouest, à 0,58 m  au-dessus du sol. Altitude : 253,426 m. Coordonnées Lambert  2 : X=825.60, Y=132.26.
2. Voie ferrée, Pk 44.02. Aqueduc, mur de tête aval, à 1,15 m de l'about rive droite, à 0,25 m au-dessus de l'arête supérieure de la maçonnerie. Altitude : 252,254 m. Coordonnées Lambert  2 : X=825.95, Y=132.02.
3. Voie ferrée, Pk 44,63. Aux Rippes, passage à niveau n°32 de la D64b : pan de mur, face nord-ouest, face D64b, à 0,36 m de l'extrémité sud-ouest, à 0,29 m au-dessous de l'arête supérieure. Altitude : 251,506 m. Coordonnées Lambert  2 : X=826.45, Y=131.67.
4. Voie ferrée, Pk 44,88. Aux Rippes, aqueduc, plinthe aval, à 0,35 m de l'about rive gauche, à l'axe. Altitude : 248,872 m. Coordonnées Lambert  2 : X=826.66, Y=131.52.
5. Voie ferrée, Pk 45.52. Pont sur le ruisseau "La Leschère", plinthe aval, rive gauche, à 3,06 m du mur en aile rive gauche, à l'axe. Altitude : 248,436 m. Coordonnées Lambert  2 : X=827.19, Y=131.18.
6. Voie ferrée, Pk 46.02. Au lieu-dit la Grande Vavrette, au passage à niveau no 33 d'un V.O., pan de mur, face voie ferrée, à 0,60 m de l'extrémité sud-est, à 0,48 m au-dessus du sol. Altitude : 249,036 m. Coordonnées Lambert  2 : X=827.57, Y=130.84.
7. Église de Certines. Chaîne d'angle du mur de façade antérieure de la nef, à droite du portail, à 0,25 m de l'extrémité sud, à 0,56 m au-dessus du trottoir. Altitude : 252,059 m. Coordonnées Lambert  2 : X=826.34, Y=129.92.
8. Aux Rippes, maison au n° 660, mur de façade, face route, à 0,47 m de l'extrémité côté Bourg, à 0,08 m au-dessus du soubassement. Altitude : 250,457 m. Coordonnées Lambert  2 : X=827.28, Y=131.91.
9. Au lieu-dit la Croix, pont sur le ruisseau de la Leschère, parapet nord, face route, à 4,43 m de l'extrémité est, à 0,32 m au-dessus  de l'arête supérieure du parapet. Altitude : 247,712 m. Coordonnées Lambert  2 : X=826.75, Y=130.03.